# کلئس
کلئس (به لاتین: Klos) یک شهر در آلبانی است که در استان مات واقع شده‌است.